# Talakan (Rúsia)
|  | Per a altres significats, vegeu «Talakan». |

Talakan (en rus: Талакан) és un poble (un possiólok) de l'óblast de l'Amur, a Rússia, que el 2018 tenia 4.345 habitants, pertany al districte de Bureiski.